# Играчки (филм)
Играчки (на английски: Toys) е американски филм от 1992 г. на режисьора Бари Левинсън.

## Актьорски състав
| Актьор         | Роля                          |
| -------------- | ----------------------------- |
| Робин Уилямс   | Лесли Зево                    |
| Майкъл Гамбън  | генерал-лейтенант Лиланд Зево |
| Джоан Кюсак    | Алсейша Зево                  |
| Робин Райт     | Гуен Тайлър                   |
| Ел Ел Кул Джей | капитан Патрик Зево           |
| Доналд О'Конър | Кенет Зево                    |
| Артър Малет    | Оуен Оуенс                    |
| Джейми Фокс    | Бейкър                        |

## Награди и номинации
| Награда                              | Категория                           | Номиниран(и)             | Резултат  |
| ------------------------------------ | ----------------------------------- | ------------------------ | --------- |
| Награди на филмовата академия на САЩ | Най-добри декори                    | Най-добри декори         | номинация |
| Награди на филмовата академия на САЩ | Най-добри костюми                   | Най-добри костюми        | номинация |
| Сатурн                               | Най-добър фентъзи филм              | Най-добър фентъзи филм   | номинация |
| Сатурн                               | Най-добри костюми                   | Най-добри костюми        | номинация |
| Сатурн                               | Най-добър актьор                    | Робин Уилямс             | номинация |
| Сатурн                               | Най-добър актьор                    | Майкъл Гамбън            | номинация |
| Сатурн                               | Най-добра актриса в поддържаща роля | Робин Райт               | номинация |
| Сатурн                               | Най-добра музика                    | Ханс Цимер и Тревър Хорн | номинация |
| Златна малинка                       | Най-лош режисьор                    | Бари Левинсън            | номинация |